# Limnomedusa macroglossa
Limnomedusa macroglossa (Duméril & Bibron, 1841) è un anfibio anuro della famiglia Alsodidae, unica specie rappresentante del suo genere.

## Distribuzione e habitat
La specie è presente nel Brasile meridionale (da Paraná al Rio Grande do Sul), in Uruguay, nell'Argentina nord-orientale e nel Paraguay settentrionale.